# Okay Kaya
Okay Kaya est le nom de scène de l'artiste Kaya Wilkins, née en 1990 aux États-Unis. Présente dans le mannequinat et le cinéma, elle est principalement connue pour sa musique, qu'elle interprète entre autres au chant et à la guitare, écrivant des chansons parfois qualifiées de ballades mélancoliques. Elle reçut le prix Spellemann en 2020 pour son deuxième album.

## Biographie
Née en 1990 dans l'État américain du New Jersey, Kaya Aurora Wilkins grandit à Nesoddtangen près d'Oslo, aux côtés d'une mère norvégienne peintre et d'un père américain. Elle apprit la guitare durant sa jeunesse, dont elle joua avec un de ses frères, batteur dans un groupe de métal. Puis elle quitta la Norvège à 18 ans pour tenter sa chance à New York et se lança dans le mannequinat. Elle travailla notamment pour Calvin Klein et Bottega Veneta, avant d'être repérée par Vogue, Wonderland et d'autres publications de mode. Mais elle laissa ce métier et continua la musique sous le nom d'Okay Kaya. Parallèlement à son activité musicale, elle fit ses premiers pas au cinéma dans le drame Thelma de Joachim Trier, sorti en 2017, et fut nommée en 2018 pour la catégorie meilleure actrice dans un second rôle, au Festival international norvégien du film. Elle incarna ensuite Mia dans le long-métrage danois Selvmordsturisten, réalisé par Jonas Alexander Arnby et sorti en 2019. En 2020, elle regagna l'Europe et développa des créations artistiques interdisciplinaires en réalisant une installation musicale et une sculpture interactive, accompagnées d'expositions et de performances dans les musées. Elle repartit finaliser son troisième album à New-York. En 2022, elle redevint modèle à l'occasion de séances de photographie qui eurent lieu en juin et juillet, pour l'édition 2023 du calendrier Pirelli intitulée Love Letters to the Muse, littéralement Lettres d'amour à la muse, en prêtant ses traits à un personnage de musicienne.

## Musique
En 2003, elle participa avec le groupe Hidden Soul au Melodi Grand Prix Junior (en), en interprétant la chanson Canis Lupus. Des années plus tard, ressentant le besoin de continuer la musique, elle enregistra une première mixtape, Mix Vol. One, qu'elle mit en ligne et qui attira l'attention du label indépendant XL Recordings. Elle fit ensuite une première parution en tant qu'Okay Kaya avec la chanson Damn, Gravity, sortie en 2015 chez HXC Recordings (label distribué par XL Recordings) ,,. Puis elle enregistra le single Durer avec le groupe Adult Jazz (en), paru en 2016 et chanté en norvégien, dont le clip réalisé par Jovan Todorovic (en) présente des mouvements de danse traditionnelle,. En 2017, elle interpréta avec King Krule la chanson Slush Puppy, figurant sur l'album The Ooz du musicien britannique. Elle enregistra enfin son premier album, Both, avec Aaron Maine du groupe Porches, qui sortit en 2018 chez Heavy Body Records, et sur lequel on peut entendre un court titre en français parmi l'anglais et le norvégien. Le disque fut nommé dans la catégorie indépendant du prix musical norvégien Spellemann.
Le 24 janvier 2020, son deuxième album, Watch This Liquid Pour Itself, parut sur le label américain Jagjaguwar. Elle remporta cette fois le prix Spellemann de l'année en cours dans la catégorie indépendant/alternatif, et l'album reçut une note de 3/5 par The Guardian,. Toujours en 2020, elle gagna le prix Robert de la meilleure chanson originale avec le musicien danois Mikkel Hess (da), pour le film Selvmordsturisten. En juin de la même année, sa mixtape Surviving is the New Living sortit une première fois pour reparaître en août, et la mixtape The Incompatible suivit en octobre 2021, toutes deux publiées chez Jagjaguwar,. Le 4 novembre 2022, son troisième album intitulé SAP fit sa sortie, lui aussi chez Jagjaguwar. Contenant 15 titres, plusieurs artistes invités y participèrent.

## Discographie

### Mixtapes
- Mix Vol. One, 28 octobre 2014

- Surviving is the New Living, 1er juin 2020, Jagjaguwar

- The Incompatible, 22 octobre 2021, Jagjaguwar

### Singles
| Année | Titre                       | Album                         |
| ----- | --------------------------- | ----------------------------- |
| 2015  | Damn Gravity                | hors album                    |
| 2015  | Clenched Teeth              | hors album                    |
| 2015  | I'm Stupid (But I Love You) | hors album                    |
| 2016  | Durer                       | hors album                    |
| 2018  | IUD                         | Both                          |
| 2018  | Dance Like You              | Both                          |
| 2019  | Ascend and Try Again        | Watch This Liquid Pour Itself |
| 2019  | Baby Little Tween           | Watch This Liquid Pour Itself |
| 2019  | Asexual Wellbeing           | Watch This Liquid Pour Itself |
| 2020  | Psych Ward                  | Watch This Liquid Pour Itself |

#### Singles promotionnels
| Année | Titre         | Album |
| ----- | ------------- | ----- |
| 2018  | Vampire       | Both  |
| 2018  | Habitual Love | Both  |

### Reprises
| Année | Titre                                                        | Artistes          |
| ----- | ------------------------------------------------------------ | ----------------- |
| 2016  | Keep On Pushing (en)                                         | The Impressions   |
| 2019  | Believe                                                      | Cher              |
| 2020  | You're Still the One                                         | Shania Twain      |
| 2020  | Getting to Know You (en) (avec Onyx Collective, Julian Soto) | Gertrude Lawrence |
| 2021  | Nightswimming                                                | R.E.M.            |

### Participations
| Année | Titre          | Artistes          | Album                                       |
| ----- | -------------- | ----------------- | ------------------------------------------- |
| 2017  | Falling        | Vera              | Good Job No Conversation                    |
| 2017  | Slush Puppy    | King Krule        | The Ooz (en)                                |
| 2018  | Åkeren         | Porches (en)      | The House (en)                              |
| 2019  | Almost Nothing | Silent Poets (en) | Death Stranding (Songs from the Video Game) |
| 2020  | One Last Time  | Hess Is More (en) | Suicide Tourist (Original Score)            |
| 2021  | Jonas Said     | Aerial East       | Try Harder                                  |
| 2021  | Wife Wife      | Deem Spencer      | Wife Wife                                   |

### Albums
| Année | Titre                              | Label              |
| ----- | ---------------------------------- | ------------------ |
| 2018  | Both                               | Heavy Body Records |
| 2020  | Watch This Liquid Pour Itself (en) | Jagjaguwar         |
| 2022  | SAP                                | Jagjaguwar         |
| 2024  | Oh My God - That’s So Me           | OneRPM             |

### Minialbum
- Blurb, avec Baba Stiltz, 24 janvier 2025[24]

## Filmographie
- 2017 : Thelma : Anja (créditée comme Okay Kaya)
- 2019 : Selvmordsturisten (en) : Mia